# 수하인
수하인이란 물건운송계약상 도착지에서 운송물을 수령할 자로 지시된 자이다.

## 법적성질
계약당사자가 아닌 수하인이 운송계약상의 권리의무의 주체가 되는 문제가 있다. 이에 대한 학설로
1. 제3자를 위한 계약설
2. 송하인대리설
3. 특별규정설

등이 있다.